# Marie-Louise Arsenault
Marie-Louise Arsenault, née le 6 décembre 1968 à Chibougamau (Québec), est journaliste, animatrice de télévision, conceptrice et réalisatrice québécoise.

## Biographie
Née à Chibougamau, dans le Nord-du-Québec, Marie-Louise Arsenault est la cadette d'une famille de quatre enfants. Elle est détentrice d'un baccalauréat en communications avec une spécialisation en journalisme de l'Université du Québec à Montréal. Depuis plus d’une trentaine d’années, elle œuvre dans le milieu des médias à titre de journaliste, d'animatrice, de conceptrice et de réalisatrice. Elle commence sa carrière à la télévision en 1993, en tant que co-animatrice de l'émission Génération T pour le réseau TVA, puis elle devient reporter à l'émission Flash, sur TQS, de 1995 à 1999. Au début des années 2000, elle présente les émissions Jamais sans mon livre sur Ici Radio Canada télé et Écran Libre à Télé-Québec. De 2002 à 2004, elle co-anime Le Mélange des Genres à la radio de Ici Radio-Canada.
Parallèlement à son travail de journaliste et d’animatrice, elle a réalisé des documentaires télé et radio, dont Patrick Huard, portrait d’une première fois, sur TVA en 2007, L’aventure internationale du cinéma québécois, Les leçons de Denise Filiatrault et Carnets d’Amérique sur ICI Radio-Canada en 2011. À titre de journaliste, elle a aussi tenu une chronique média dans les journaux ICI et 24H Montréal et écrit des articles pour Elle Québec, Clin D’œil et Châtelaine,.
En 2011, elle a conçu l’émission quotidienne Plus on est de fous, plus on lit, qu’elle anime à la Première Chaîne radio de Radio-Canada jusqu'en juin 2022. Depuis, elle anime l'émission hebdomadaire Tout peut arriver chaque samedi en direct aussi sur ICI Radio-Canada Première. Les deux premières heures de l'émission sont également diffusées en différé sur ICI RDI depuis le 12 octobre 2024.
En septembre 2016, L’abécédaire du féminisme, un ouvrage collectif qu'elle a conçu, inspiré d'un segment de Plus on est de fous, plus on lit, est paru aux éditions Somme Toute.
Depuis septembre 2017,, elle est l'animatrice de l'émission d'information Dans les médias, à Télé-Québec. 
Marie-Louise Arsenault anime depuis 2012 la compétition Le combat des livres, qui récompense les meilleurs auteurs canadiens. La formule est renouvelée en 2018 sous l'appellation Le combat national des livres. Elle pilote également trois séries d'entretiens avec des écrivains, des personnalités politiques ou marquantes: Le Pouvoir des mots, Passion politique et Ils ont fait 2023, toutes deux reconduites en 2024.

## Honneurs
En avril 2019, on lui octroie le Prix Bibliothèque et Archives Canada.
En septembre 2020, elle remporte un prix Gémeaux pour la meilleure animation – magazine d'intérêt social pour l'émission Dans les médias – saison 3, épisode 58. Elle a remporté le même Prix à trois autres reprises, en 2022, 2023 et 2024.